# Argyrogrammana physis
Espèce
Argyrogrammana physis est un insecte lépidoptère appartenant à la famille  des Riodinidae et au genre Argyrogrammana.

## Dénomination
Argyrogrammana physis a été décrit par Hans Ferdinand Emil Julius Stichel en 1911

### Sous-espèces
- Argyrogrammana physis physis  présent en Guyane, en Colombie et en Équateur.
- Argyrogrammana physis phyton (Stichel, 1911); présent en Colombie, au Brésil et au Pérou.

## Description
Argyrogrammana physis est un papillon au dessus de couleur jaune orangé à rouge avec la partie distale des ailes antérieures noire marquée d'une grosse tache bleu à l'apex et d'une fine ligne submarginale bleu clair métallique. Les ailes postérieures sont de couleur jaune orangé avec la même fine ligne submarginale bleu clair métallique doublée d'une double ligne de tirets noirs.
Le revers est beige à petits damiers noirs. Les ailes antérieures sont ornées d'une ligne submarginale de gros points bleu métallique.

## Écologie et distribution
Argyrogrammana physis est présent en Guyane, en Colombie, en Équateur, au Brésil et au Pérou.

### Biotope
Il réside dans la forêt tropicale.